# Lisa Ekström
Lisa Ekström (21 luglio 2003) è un'ex sciatrice alpina svedese.

## Biografia
Sciatrice polivalente attiva dal dicembre del 2019, Lisa Ekström ha disputato due gare di Coppa Europa, gli slalom giganti di Gällivare del 4 e 5 marzo 2023 (senza portarli a termine), e nello stesso anno ha vinto il titolo nazionale svedese nella discesa libera e la medaglia d'argento nel supergigante. Si è ritirata nell'aprile di quello stesso 2023; non ha debuttato in Coppa del Mondo e non ha preso parte a rassegne olimpiche o iridate.

## Palmarès

### Campionati svedesi
- 2 medaglie:
  - 1 oro (discesa libera nel 2023)
  - 1 argento (supergigante nel 2023)